# 薩多拉斯 (伊利諾伊州)
薩多拉斯（英語：Sadorus）是位於美國伊利諾伊州尚佩恩縣的一個村落。

## 地理
薩多拉斯的座標為39°57′59″N 88°20′43″W / 39.96639°N 88.34528°W，而該地最高點為海拔高度210米（即689英尺）。

## 人口
根據2010年美國人口普查的數據，薩多拉斯的面積為2.66平方千米，當中陸地面積為2.66平方千米，而水域面積為0.00平方千米。當地共有人口416人，而人口密度為每平方千米156人。